# Flagelanti
Flagelanti  (od latinskog: flagellare = bičevati) je naziv za srednjovjekovnu religijsku heretičku sektu - bičevaoca. Flagelanti su se ritualno samokažnjavali na javnim mjestima - bičevanjem do krvi, po uzoru na slične muke koje je prošao Isus Krist, dok su ga odvodili na brdo Kalvariju, ne bi li tako ostale uvjerili na skori dolazak sudnjeg dana, i promjenu njihovog ponašanja.

## Povijest
Obredno samokažnjavanje ima svoje korijene još od neolitskih vremena i antičkih kultura Egipta, Indije i Kine. Prvi kršćanski pustinjaci uz asketski život, bili su skloni i obrednim samokažnjavanju i bičevanju, vjerujući da se trpljenjem boli zbližavaju s Kristom.
Prvi masovni  flagelantski pokret nastao je u Perugi 1260. zaslugom franjevačkog propovjednika Ranierija Fasanija.Tad su razmilile velike povorke flagelanata koje su u procesijama išle od grada do grada, bičujući se i pjevajući, privlačeći druge da im se pridruže. Iz Apeninskog poluotoka pokret se proširio po austrijskim zemljama, Ugarskoj, Bavarskoj, Poljskoj i Porajnju. Zbog raznih sukoba koje su flagelanti izazvali, papa Aleksandar IV. ubrzo je zabranio pokret.Drugi val flagelanata nastao je za vrijeme velike epidemije kuge - 1348. po zapadnoj Europi, i obuhvatio zemlje od Apeninskog poluotoka do Engleske, Danske i Češke.
Flagelantski pokret osobito je bio jak po njemačkim zemljama, gdje su se uspjeli organizirati kao sekta sa strogim pravilima, nosili su bijele halje s križem i izgradili vlastitu dogmu, po njoj je naprimjer sudjelovanje u njihovim procesijama u periodu od 33 dana, oslobodilo čovjeka svih grijeha. Jedan od njihovih lidera Konrad Schmid, prozvao se mesijom oko 1360., i tražio da se sve crkvene vlasti ukinu, i prenesu sve ovlasti na njega.On je oko sebe okupio na hiljade mladih pristaša i nastavio je svoju aktivnost sve do 1369., kad je inkvizicija poduzela niz mjera da razbije njegov pokret, a njega spalila na lomači. Suđenja i protjerivanje flagelanta nastavila su se do kraja 15. st., osobito po Thüringenu. 
Tijekom 17. i 18. st. flagelantske procesije i samobičevanje ohrabrivali su jezuiti po austrijskim zemljama i Holandiji i po novim europskim kolonijama gdje su oni radili na širenju vjere; Indiji, Perziji, Japanu, Filipinima, Meksiku i po Južnoj Americi.Po srednjoj i Južnoj Americi su se flagelantske procesije zadržale do današnjih dana, ali je njihov intenzitet i trajanje regulirano pravilima pape Lava XIII.Flagelantstvo se održalo po Italiji i Tirolu sve do prve polovice 19. st., a po rimskim jezuitskim crkvama sve do 1870., a po zabačenim gradićima Toskane i Sicilije i kasnije.

### Flagelanti po jadranskim gradovima
Flagelanti su se pojavili po hrvatskim gradovima već krajem 13. st, tako da su vrlo brzo osnovali svoje bratovštine. U Zadru su postojale dvije bratovštine bičevaoca sv. Silvestra i Svih Svetih, na Rabu sv. Kristofora, u Korčuli Svih Svetih. Matrikula rapske bratovštine propisivala je obaveze bratima on se u nedjelju morao prošetati po mjestu, bičujući se.

## Vanjske poveznice
- Flagellants s portala Catholic Encyclopedia